# 우신고등학교 (울산)
우신고등학교(宇信高等學校)는 대한민국 울산광역시 남구 무거동에 위치한 사립 고등학교이다.

## 학교 연혁
- 1987년 5월 11일 : 학교법인 우신학원 설립 인가
- 1988년 4월 13일 : 울산제일여자고등학교 설립인가(30학급)
- 1989년 3월 1일 : 초대 진동조 교장 취임
- 1989년 3월 1일 : 설립자 김기조 초대 이사장 취임
- 1989년 3월 3일 : 개교식 및 입학식(10학급 540명)
- 1992년 2월 12일 : 제1회 졸업식 (10학급 528명)
- 1995년 5월 20일 : 청아관 개관
- 2000년 3월 1일 : 우신고등학교로 개명(남녀공학 실시)
- 2022년 9월 1일 : 제10대 김강문 교장 취임
- 2023년 2월 9일 : 제32회 졸업식 (졸업생수 166명) 졸업생 누계 13,223명
- 2024년 12월 26일 : 제34회 졸업식 (졸업생수 141명)
- 2025년 3월 4일 : 제37회 입학식 (신입생수 113명)

## 참고 자료
- 우신고등학교 - 한국교육학술정보원 학교알리미